# Полона Дорник
Полона Дорник (словен. Polona Dornik; нар. 20 листопада 1962) —  колишня югославська баскетболістка.
Була членом люблянських клубів KK Olimpija та ŽKK Ježica. Завершила кар'єру в іспанському Selta Vigo. 
У складі національної збірної Югославії з баскетболу двічі брала участь у літніх Олімпійських іграх : у 1984 році в Лос-Анджелесі та в 1988 році в Сеулі. У Сеулі здобула срібло. 
Здобула дві медалі на чемпіонаті Європи: бронзу у 1980 року в Югославії та срібло у 1987 року в Іспанії.